# Nuffield Organisation
Nuffield Organisation – dawny brytyjski koncern zajmujący się produkcją samochodów istniejący w latach 1938–1952.
Został założony przez Williama Richarda Morrisa, lorda Nuffielda – właściciela Morris Motor Company, który pod szyldem Nuffield Organisation skupił interesy prowadzonych przez siebie spółek. Koncern łączył marki Morris, Wolseley, Riley oraz MG. Po II wojnie światowej rozpoczęto również montaż traktorów. Poza tym włączono do koncernu zagraniczne filie Morrisa, wytwórnię gaźników SU.
W 1952 roku dokonano fuzji Nuffield Organisation z Austin Motor Company w British Motor Corporation. Wraz z Austinem do BMC przeszły zakłady karoseryjne Vanden Plas.